# Aparapotamon inflomanum
Aparapotamon inflomanum е вид ракообразно от семейство Potamidae.

## Разпространение
Видът е разпространен в Китай.